# Vörhenyes paradicsom-légyvadász
A vörhenyes paradicsom-légyvadász (Terpsiphone cinnamomea) a madarak osztályának verébalakúak (Passeriformes) rendjébe és a császárlégykapó-félék (Monarchidae) családjába tartozó faj.

## Rendszerezése
A fajt Richard Bowdler Sharpe angol ornitológus írta le 1877-ben, a Zeocephus nembe Zeocephus cinnamomeus néven.

## Alfajai
- Terpsiphone cinnamomea cinnamomea (Sharpe, 1877) - Fülöp-szigetek déli része
- Terpsiphone cinnamomea talautensis (A. B. Meyer & Wiglesworth, 1894) - Talaud-szigetek, eredetileg különálló fajnak írták le.
- Terpsiphone cinnamomea unirufa[2] vagy Terpsiphone unirufa[1] (Salomonsen, 1937) - Luzon és a Fülöp-szigetek északi része, eredetileg különálló fajnak írták le, egyes rendszerekben ma is külön fajként tartják számon.

## Előfordulása
Délkelet-Ázsiában, a Fülöp-szigetek területén honos. Természetes élőhelyei a szubtrópusi és trópusi síkvidéki esőerdők, lombhullató erdők és cserjések. Állandó, nem vonuló faj.

## Megjelenése
Testhossza 21 centiméter.

## Életmódja
Rovarokkal táplálkozik.

## Természetvédelmi helyzete
Az elterjedési területe nagy, egyedszáma pedig stabil. A Természetvédelmi Világszövetség Vörös listáján nem fenyegetett fajként szerepel.